# 芒特伊里 (伊利諾伊州)
芒特伊里（英語：Mount Erie）是位於美國伊利諾伊州韋恩縣的一個村落。

## 地理
芒特伊里的座標為38°30′53″N 88°13′58″W / 38.51472°N 88.23278°W，而該地最高點為海拔高度152米（即499英尺）。

## 人口
根據2010年美國人口普查的數據，芒特伊里的面積為1.02平方千米，當中陸地面積為1.02平方千米，而水域面積為0.00平方千米。當地共有人口88人，而人口密度為每平方千米86人。